# Ingrid Ebouka-Babackas
Ingrid Ebouka-Babackas est une femme politique congolaise. Elle est ministre de l’Économie, du Plan, de la Statistique et de l’Intégration régionale depuis mai 2016, et fut ministre des Transports, de l'Aviation civile et de la Marine marchande de mars 2020 à mai 2021.

## Biographie

### Famille et études
De son nom complet Ingrid Olga Ghislaine Ebouka-Babackas, elle est la fille de l'ancien ministre des Finances Édouard Ebouka-Babackas. 
Elle fait ses études supérieures à Paris (France), où elle obtient un diplôme en banque et finances.

### Carrière professionnelle
Après ses études, Ingrid Ebouka-Babackas rentre au Congo et travaille dans plusieurs institutions financières, dont la Banque internationale du Congo et la Commission bancaire de l'Afrique centrale (2001-2011). Elle est par la suite membre du Conseil national du crédit, du Comité monétaire et financier national et du  Comité de stabilité financière en Afrique centrale. Plus tard, elle est nommée directrice générale des institutions financières nationales auprès du ministère de l’Économie, des finances, du budget et du portefeuille public.

### Carrière politique
À l'occasion de l'élection présidentielle de 2016, elle fait partie de la direction nationale de campagne de Denis Sassou-Nguesso. À la suite de la réélection de ce dernier, elle est nommée ministre du Plan, de la Statistique et de l'Intégration régionale dans le premier gouvernement de Clément Mouamba, succédant ainsi à Léon Raphaël Mokoko. Lors de la passation de pouvoir le 7 mai, elle s'engage à rendre les statistiques nationales plus fiables. 
Le 16 mars 2020, un décret présidentiel la nomme ministre des Transports, de l'Aviation civile et de la Marine à la place de Fidèle Dimou, poste qu'elle cumule avec ses fonctions de ministre du Plan. Elle prend ses fonctions le 20 mars, promettant entre autres d'apporter un « nouvel élan » aux activités du Chemin de fer Congo-Océan (CFCO). Elle est en outre attendue sur de nombreux dossiers, dont la relance de la compagnie aérienne ECAir.
En 2021, à la suite de la réélection de Denis Sassou-Nguesso pour un 4e mandat, elle est reconduite au sein du gouvernement Makosso.  Elle laisse sa place au Ministère des Transports à Jean-Marc Thystère-Tchicaya, mais conserve son autre portefeuille ministériel, auquel s'ajoute désormais le domaine de l’Économie.